# 馬九德
馬九德（1512年—？），字子懋，號小東，直隸德州衛軍籍，山東青州府益都縣人，明朝政治人物。

## 生平
嘉靖十年（1531年）辛卯科順天府鄉試第十二名。嘉靖十四年（1535年）乙未科会试第十名，三甲三十八名進士，历官刑部主事、员外郎、郎中，擢升成都府知府，升四川按察司副使，二十七年丁父忧归。服阕，補任山西兵备副使，历升布政使司左參政、按察使。嘉靖三十五年（1556年）三月升都察院右佥都御史、整饬蓟州边备兼巡抚顺天，三十八年正月因钱粮亏折被革职閑住。

## 家族
曾祖馬雄；祖父馬昌；父馬亨衢（1482年-1548年），字道行，號東野，正德二年丁卯科舉人，曾任商城县知縣，封刑部主事。母焦氏。具庆下。弟馬九功，学官。